# Михаило II Асен
Михаило II Асен   (буг. Михаил II Асен; после 1234 — 1256) је био бугарски цар (1246—1256) из династије Асена .
Био је син бугарског цара  Јована Асена II  (Ивана Асена II ).
Михаило II Асен (бугарски: Михаил II Асен; око 1239 – децембар 1256/јануар 1257) био је цар Бугарске од 1246. до 1256. или 1257. Био је син цара Јована Асена II и царице Ирине Анђел Комнине Дукаине. Наследио је свог полубрата цара Коломана I Асена. Његова мајка или други рођак мора да је владао Бугарском током његовог малолетства.
Цар Јован III Дука Ватац, цар Никеје, и деспот Михаило II Епирски извршили су инвазију на Бугарску убрзо након Михаиловог доласка на трон. Цар Јован III Дука Ватац је заузео бугарске тврђаве дуж реке Вардар; деспот Михаило II Епирски заузео је западну Македонију. У савезу са Дубровачком Републиком, цар Михаило II Асен је 1254. године, провалио у Србију, али није могао да заузме српске територије. Након што је цар Јован III Дука Ватац умро, поново је освојио већину територија изгубљених од Никеје, али син цара Јована III Дуке Ватаца и наследник, цар Теодор II Ласкарис, покренуо је успешну контраофанзиву, приморавајући цара Михаила II Асена да потпише мировни споразум. Убрзо након споразума, незадовољни бојари (племићи) убили су цара Михаила II  Асена.

## Долазак на престо и последице
Изненада 1246. умро је Михаилов брат, дванаестогодишњи Коломан I Асен (1241—1246.), којега је заменио на престолу. Та промена на престолу још је повећала збрку у Бугарској . Тада је почела да се врши велика промена политичких односа на Балканском полуострву. Грчки елеменат почиње поново да узима маха. Никејско царство, за време цара Јована III Дуке Ватца, води енергичну и у главном све успешнију борбу за васпостављање Византије и ортодоксије у Цариграду. Искористивши Коломанову смрт  и међусобице које су избиле  он цару Михаилу II отима целу источну  , јужну Македонију  и Тракију   (Сер, Мелник, Стенимах (Станимака) , тј. све до горњег тока Марице и Македонију до Вардара ), а западну  , са Кројом  Грци из Епира  .
Ове смутње у Бугарској су користили и Угари, они су се уплели у бугарске послове  и међусобице , тако да се угарски краљ Бела IV од 1246. године назива краљем Бугарске  .
Бугарска је убрзо изгубила ону политичку улогу коју је дотада играла на Балканском полуострву .

### Младост
Михаило је био син цара Јована Асена II Бугарског и Ирине Анђел Комнин Дука. Највероватније је рођен 1239. године. Његовог оца, који је умро у првој половини 1241. године, наследио је Михаилов седмогодишњи полубрат цар Коломан I. Цар Коломан I је неочекивано умро (вероватно од тровања, према тадашњим гласинама) у августу или септембру 1246. године.

## Владавина

### Територијални губци
Михаило, који је имао само седам или осам година, наследио је свог полубрата. Према научној теорији, Михаилова мајка је владала Бугарском током његовог малолетства, али је остала у Солуну само три месеца након његовог крунисања. Према другој теорији, његов зет, севастократор Петар, преузео је намесништво за малолетног цара.
Цар Јован III Дука Ватац, цар Никеје, напао је Бугарску убрзо након Коломанове смрти. Заузео је Сер и Мелник уз подршку локалног становништва. Убрзо је упао у долину реке Вардар, и заузео све тврђаве у региону. Деспот Михаило II Комнин Дука, владар Епира, такође је провалио у Бугарску и заузео западну Македонију. Бугари су признали освајање цара Јована III Дуке Ватаца мировним уговором крајем 1246. или почетком 1247. године. Уговор им је такође прописивао да подрже цара Јована III Дуке  Ватаца против Константинопољског латинског царства.

### Нови ратови
Краљ Бела IV је 2. јуна 1247. године, доделио Северинску бановину витезовима Хоспиталцима. Повеља о додели Бугарске је довела Бугарску међу земље против којих су хоспиталци требали да пруже војну помоћ, што је доказ Белиног план да нападне Бугарску. Упркос затегнутим односима између Мађарске и Бугарске, бугарске трупе су помогле цару Јовану III Дуки Ватацу у инвазији на трачке територије Латинског царства августа 1247. године.
Вилијам од Рубрука, који је посетио Монголско царство између 1253. и 1255. године, навео је Михаилове области („Блакија—Асенова територија—и Мала Бугарска“) међу земљама које плаћају данак Монголима. Цар Михаило II је 1254. године, закључио савез са Дубровачком Републиком (данас Дубровник у Хрватској) против Стефана Уроша I, краља Србије. Уговор показује да је севастократор Петар владао великом територијом у Бугарској готово независно од цара Михаила II. Након што је жупан Радослав Хумски ступио у коалицију, цар Михаило II је кренуо у поход на Србију, дошавши чак до Бијелог Поља. Према научној теорији, мађарски напад на Бугарску приморао је цара Михаила II да се журно врати из Србије.
Цар Јован III Дука Ватац је умро 4. новембра 1254. Искористивши одсуство значајних никејских снага, цар Михаило II је провалио у Македонију и поново освојио земље изгубљене од цара Јована III Дуке Ватаца 1246. или 1247. године. Византијски историчар Георгије Акрополит је забележио да су мештани који су говорили бугарски подржали Михаилову инвазију јер су желели да се отресу „јарма оних који говоре другим језиком“. Да би обезбедио миран однос са Угарском, цар Михаило II се оженио Аном од Мачве, која је била унука краља Беле IV, ћерка његове ћерке банице Ане, и њеног мужа бана Ростислава Михајловича. Мушкарац и жена приказани на икони у цркви Светог Михаила у Касторији погрешно су повезани са Михаилом и његовом женом (или мајком).

## Савез са Дубровником
У лето   15. јуна , 1253. године   у Дубровнику  су Дубровчани склопили савез с царем Михаилом II против српског краљ Стефана Уроша I  , и то изрично врху зло творење неверног краља Уроша .
По том уговору, Дубровчани су имали дати помоћ Бугарима и на копну и на мору и предати им све градове које буду узели . Дубровчани ће као награду добити слободну трговину по Бугарској, све раније повластице по Србији  , извесно, невелико , проширење земљишта и врховно право своје цркве над приморским католицима Србије  .
Бугари су, заиста, после склопљеног савеза упали у Србију  , у друштву с Дубровчанима можда већ год. 1253., а свакако 1254. године . Продрли су дубоко, чак до манастира Св. Петра на Лиму   у Бијелом Пољу , који су опљачкали  , а можда и до Жиче . Како је дошло до бугарског повлачења из Србије није данас сигурно познато  ; највероватније је да је било страног посредовања, било византијског   с истока (пошто су они угрозили Бугаре) , било угарског   с севера , пошто је српски краљ постао угарски вазал  . После бугарског повлачења Дубровчани су дошли у тежак положај , јер су морали да издрже тежак удар српске војске . Осамљени, они су морали тражити мир , да не би дошло до веће катастрофе . Мир је склопљен 23. августа 1254. године  .

## Пораз и смрт
После смрти никејског цара Јована III Дуке Ватаца 1254. године, цар Михаило II је покушао да поврати Македонију  и запосео је подручја у Македонији и Тракији . Ипак нови цар Теодор II Ласкарис га је 1255. године потукао у рупелском теснацу , а потом и у још једном походу. Пошто су оба похода била са великим бројем жртава , цар Михаило II је био приморан да 1256. године са Никејцима склопи мир  , који је за Никејско царство био повољнији .
Неуспех у том рату изазва у Бугарској метеже  и погибију цара Михаила II  . Тада у Бугарској избише унутрашња превирања  и грађански рат . После дугих криза  би, најзад, за цара изабран Константин I Асен Тих   1257. године .

### Последње године
Син и наследник цара Јована III Дуке Ватаца, цар Теодор II Ласкарис, покренуо је контраинвазију почетком 1255. године. Када је говорио о новом рату између Никеје и Бугарске, Рубрук је описао цара Михаила II као „обичног дечка чију су моћ нагризли Монголи“. Цар Михаило II није могао да одоли најезди и никејске трупе су заузеле Стару Загору. Само је сурово време спречило Теодорову војску да настави инвазију. Никејске трупе су наставиле напад у пролеће и заузеле већину тврђава у Родопима. Побуна у Мелнику приморала је цара Теодора II да крене према граду, али је успео да победи побуњенике пре него што се на зиму вратио у Малу Азију.
Цар Михаило II је провалио на европску територију Никејског царства у пролеће 1256. године. Он је опљачкао Тракију код Цариграда, али је никејска војска поразила његове куманске трупе. Замолио је свог таста да посредује у помирењу између Бугарске и Никеје у јуну. Цар Теодор II је пристао да потпише мировни уговор тек пошто је цар Михаило II признао губитак земље на коју је полагао право за Бугарску. Уговор је одредио горњи ток реке Марице као границу између две државе. Мировни уговор је разбеснео многе бојаре (племиће) који су одлучили да замене цара Михаила II његовим рођаком Коломаном Асеном. Коломан и његови савезници напали су цара који је умро од задобијених рана крајем 1256. или почетком 1257. године.
Сада владар Бугара, Михаило, ... човека који је гајио велику мржњу против [цара Теодора II Ласкариса] и против Римљана, смртно је ранио његов први рођак Коломан, са знањем извесних становника [Тарнова], када је [Михаило] боравио негде ван овог града; одмах је умро.
— Георгије Акрополит: Историја

## Породично стабло
|  |                                |  |  |  |  |  |  |  |  |  |  |  |  |  |  |  |
|  | 4. Јован Асен I                |  |  |  |  |  |  |  |  |  |  |  |  |  |  |  |
|  |                                |  |  |  |  |  |  |  |  |  |  |  |  |  |  |  |
|  |                                |  |  |  |  |  |  |  |  |  |  |  |  |  |  |  |
|  | 2. Јован Асен II               |  |  |  |  |  |  |  |  |  |  |  |  |  |  |  |
|  |                                |  |  |  |  |  |  |  |  |  |  |  |  |  |  |  |
|  |                                |  |  |  |  |  |  |  |  |  |  |  |  |  |  |  |
|  | 5. Елена                       |  |  |  |  |  |  |  |  |  |  |  |  |  |  |  |
|  |                                |  |  |  |  |  |  |  |  |  |  |  |  |  |  |  |
|  |                                |  |  |  |  |  |  |  |  |  |  |  |  |  |  |  |
|  | 1. Михаило II Асен             |  |  |  |  |  |  |  |  |  |  |  |  |  |  |  |
|  |                                |  |  |  |  |  |  |  |  |  |  |  |  |  |  |  |
|  |                                |  |  |  |  |  |  |  |  |  |  |  |  |  |  |  |
|  | 24. Constantine Angelos        |  |  |  |  |  |  |  |  |  |  |  |  |  |  |  |
|  |                                |  |  |  |  |  |  |  |  |  |  |  |  |  |  |  |
|  |                                |  |  |  |  |  |  |  |  |  |  |  |  |  |  |  |
|  | 12. Јован Дука (севастократор) |  |  |  |  |  |  |  |  |  |  |  |  |  |  |  |
|  |                                |  |  |  |  |  |  |  |  |  |  |  |  |  |  |  |
|  |                                |  |  |  |  |  |  |  |  |  |  |  |  |  |  |  |
|  | 25. Theodora Komnene           |  |  |  |  |  |  |  |  |  |  |  |  |  |  |  |
|  |                                |  |  |  |  |  |  |  |  |  |  |  |  |  |  |  |
|  |                                |  |  |  |  |  |  |  |  |  |  |  |  |  |  |  |
|  | 6. Theodore Komnenos Doukas    |  |  |  |  |  |  |  |  |  |  |  |  |  |  |  |
|  |                                |  |  |  |  |  |  |  |  |  |  |  |  |  |  |  |
|  |                                |  |  |  |  |  |  |  |  |  |  |  |  |  |  |  |
|  | 3. Ирина Комнина Дукина        |  |  |  |  |  |  |  |  |  |  |  |  |  |  |  |
|  |                                |  |  |  |  |  |  |  |  |  |  |  |  |  |  |  |
|  |                                |  |  |  |  |  |  |  |  |  |  |  |  |  |  |  |
|  | 7. Maria Petraliphaina         |  |  |  |  |  |  |  |  |  |  |  |  |  |  |  |
|  |                                |  |  |  |  |  |  |  |  |  |  |  |  |  |  |  |
|  |                                |  |  |  |  |  |  |  |  |  |  |  |  |  |  |  |

### Примарни извори
- George Akropolites (2007). The History. Oxford University Press.. (Translated with and Introduction and Commentary by Ruth Macrides).
- Jackson, Peter (2009). The Mission of Friar William of Rubruck: His journey to the court of the Great Khan Möngke, 1253–1255. Hackett Publishing Company. ISBN 978-0-87220-981-7.. (Translated by Peter Jackson, Introduction, notes, and appendices by Peter Jackson and David Morgan) (2009). The Hakluyt Society. .

### Секундарни извори
- Fine, John V. A. (1994). The Late Medieval Balkans: A Critical Survey from the Late Twelfth Century to the Ottoman Conquest. The University of Michigan Press. ISBN 0-472-08260-4.
- Madgearu, Alexandru (2016). The Asanids: The Political and Military History of the Second Bulgarian Empire (1185-1280). BRILL. ISBN 978-9-004-32501-2.
- Nicol, Donald M. (1984). The Despotate of Epiros, 1267–1479: A Contribution to the History of Greece in the Middle Ages. Cambridge University Press. ISBN 978-0-521-13089-9.
- Treadgold, Warren (1997). A History of the Byzantine State and Society. Stanford University Press. ISBN 0-8047-2630-2.
- Vásáry, István (2005). Cumans and Tatars: Oriental Military in the Pre-Ottoman Balkans, 1185–1365. Cambridge University Press.  0-521-83756-1.